# Rio Băcișoara
O Rio Băcişoara é um rio da Romênia afluente do rio Mureş, localizado no distrito de Hunedoara.